# 2011-es brazil labdarúgó-bajnokság (első osztály)
A 2011-es brazil labdarúgó-első osztály, más néven Brasileiro Série A a brazil országos bajnokságok 55-ik szezonja a megalakulása óta. A bajnokság élén a Corinthians csapata végzett.

## Változások az előző idényhez képest
A Série B-ből feljutott a Série A-ba.
- Coritiba
- Figueirense
- Bahia
- América Mineiro

A Série A-ból kiesett a Série B-be
- Vitória
- Guarani
- Goiás
- Grêmio Prudente

## A bajnokság alakulása
| 1   | 2   | 2   | 3   | 4   | 5   | 6   | 7   | 8   | 9   | 10  | 11  | 12  | 13  | 14  | 15  | 16  | 17  | 18  | 19  |
| FLA | ATM | VAS | SPA | SPA | SPA | SPA | COR | COR | COR | COR | COR | COR | COR | COR | COR | COR | COR | COR | COR |

| 20  | 21  | 22  | 23  | 24  | 25  | 26  | 27  | 28  | 29  | 30  | 31  | 32  | 33  | 34  | 35  | 36  | 37  | 38  |
| VAS | VAS | VAS | VAS | COR | COR | COR | VAS | COR | COR | COR | COR | COR | COR | COR | COR | COR | COR | COR |

| 1   | 2   | 3   | 4   | 5   | 6   | 7   | 8   | 9   | 10  | 11  | 12  | 13  | 14  | 15  | 16  | 17  | 18  | 19  |
| AVA | AVA | AVA | AVA | AVA | AVA | ATP | ATP | ATP | ATP | ATP | ATP | AMM | AMM | AMM | AMM | AMM | AMM | AMM |
| 20  | 21  | 22  | 23  | 24  | 25  | 26  | 27  | 28  | 29  | 30  | 31  | 32  | 33  | 34  | 35  | 36  | 37  | 38  |
| AMM | AMM | AMM | AMM | AMM | AMM | AMM | AMM | AMM | AMM | AMM | AMM | AMM | AMM | AVA | AVA | AVA | AVA | AVA |

## Részt vevő csapatok
| Csapat               | Város          | Stadion           | Férőhely |
| -------------------- | -------------- | ----------------- | -------- |
| América Mineiro      | Belo Horizonte | Independencia     | 23,000   |
| Atlético Goianiense  | Goiânia        | Serra Dourada     | 50,049   |
| Atlético Mineiro     | Belo Horizonte | Independência     | 25,000   |
| Athletico Paranaense | Curitiba       | Arena da Baixada  | 43,900   |
| Avaí                 | Florianópolis  | Ressacada         | 17,800   |
| Bahia                | Salvador       | Pituaçu           | 32,179   |
| Botafogo             | Rio de Janeiro | Engenhão          | 46,931   |
| Ceará                | Fortaleza      | Presidente Vargas | 20,268   |
| Corinthians          | São Paulo      | Pacaembu          | 37,952   |
| Coritiba             | Curitiba       | Couto Pereira     | 37,182   |
| Cruzeiro             | Belo Horizonte | Arena do Jacaré   | 25,000   |
| Figueirense          | Florianópolis  | Orlando Scarpelli | 19,808   |
| Flamengo             | Rio de Janeiro | Engenhão          | 46,931   |
| Fluminense           | Rio de Janeiro | Engenhão          | 46,931   |
| Grêmio               | Porto Alegre   | Olímpico          | 45,000   |
| Internacional        | Porto Alegre   | Beira-Rio         | 56,000   |
| Palmeiras            | São Paulo      | Pacaembu          | 37,952   |
| Santos               | Santos         | Vila Belmiro      | 20,120   |
| São Paulo            | São Paulo      | Morumbi           | 67,428   |
| Vasco da Gama        | Rio de Janeiro | São Januário      | 22,150   |

## Tabella
| #   | Csapat                     | M  | GY | D  | V  | G+ – G– | GK  | P  | Megjegyzések                             |
| --- | -------------------------- | -- | -- | -- | -- | ------- | --- | -- | ---------------------------------------- |
| 1.  | Corinthians (B)            | 38 | 21 | 8  | 9  | 53–36   | +17 | 71 | 2012-es Copa Libertadores - csoportkör   |
| 2.  | Vasco da Gama              | 38 | 19 | 12 | 7  | 57–40   | +17 | 69 | 2012-es Copa Libertadores - csoportkör   |
| 3.  | Fluminense CV              | 38 | 20 | 3  | 15 | 60–51   | +9  | 63 | 2012-es Copa Libertadores - csoportkör   |
| 4.  | Flamengo                   | 48 | 15 | 16 | 17 | 59–47   | +12 | 61 | 2012-es Copa Libertadores - selejtező    |
| 5.  | Internacional              | 38 | 16 | 12 | 10 | 57–43   | +14 | 60 | 2012-es Copa Libertadores - selejtező    |
| 6.  | São Paulo                  | 38 | 16 | 11 | 11 | 57–46   | +11 | 59 | 2012-es Sudamericana - csoportkör        |
| 7.  | Figueirense                | 38 | 15 | 13 | 10 | 46–45   | +1  | 58 | 2012-es Sudamericana - csoportkör        |
| 8.  | Coritiba                   | 38 | 16 | 9  | 13 | 57–41   | +16 | 57 | 2012-es Sudamericana - csoportkör        |
| 9.  | Botafogo                   | 38 | 16 | 8  | 14 | 52–49   | +3  | 56 | 2012-es Sudamericana - csoportkör        |
| 10. | Santos (KGY)               | 38 | 15 | 8  | 15 | 55–55   | 0   | 53 | 2012-es Copa Libertadores - második kör1 |
| 11. | Palmeiras                  | 38 | 11 | 17 | 10 | 43–39   | +4  | 50 | 2012-es Sudamericana - csoportkör        |
| 12. | Grêmio                     | 38 | 13 | 9  | 16 | 49–57   | −8  | 48 | 2012-es Sudamericana - csoportkör        |
| 13. | Atlético Goianiense        | 38 | 12 | 12 | 14 | 50–45   | +5  | 48 | 2012-es Sudamericana - csoportkör        |
| 14. | Bahia                      | 38 | 11 | 13 | 14 | 43–49   | −6  | 46 | 2012-es Sudamericana - csoportkör        |
| 15. | Atlético Mineiro           | 48 | 13 | 16 | 19 | 50–60   | −10 | 55 |                                          |
| 16. | Cruzeiro                   | 38 | 11 | 10 | 17 | 48–51   | −3  | 43 |                                          |
| 17. | Athletico Paranaense Ú (K) | 38 | 10 | 11 | 17 | 38–55   | −17 | 41 | 2012-es Série B                          |
| 18. | Ceará Ú (K)                | 38 | 10 | 9  | 19 | 47–64   | −17 | 39 | 2012-es Série B                          |
| 19. | América Mineiro Ú (K)      | 38 | 8  | 13 | 17 | 51–69   | −18 | 37 | 2012-es Série B                          |
| 20. | Avaí Ú (K)                 | 38 | 7  | 10 | 21 | 45–75   | −30 | 31 | 2012-es Série B                          |

Utolsó frissítés: 2014. december 16. 
Forrás: Football League Tables 
A rangsorolás alapszabályai: 1. összpontszám, 2. egymás elleni eredmények összpontszáma, 3. gólkülönbség, 4. szerzett gólok száma.
(B): Bajnokcsapat, (K): Kieső csapat, (F): Feljutó csapat, (I): Kupainduló, (R): A rájátszás győztese, (KGY): Kupagyőztes

(CV): Címvédő, (Ú): Újonc
1A 2011-es Copa Libertadores címvédőjeként automatikus résztvevője a 2012-es Copa Libertadores csoportkörének.

## Góllövőlista
| #  | Játékos         | Csapat              | Gól |
| -- | --------------- | ------------------- | --- |
| 1  | Borges          | Santos              | 23  |
| 2  | Fred            | Fluminense          | 22  |
| 3  | Deivid          | Flamengo            | 15  |
| 4  | Leandro Damião  | Internacional       | 14  |
| 4  | Ronaldinho      | Flamengo            | 14  |
| 4  | William         | Avaí                | 14  |
| 7  | Kempes          | América Mineiro     | 13  |
| 7  | Sebastián Abreu | Botafogo            | 13  |
| 7  | Neymar          | Santos              | 13  |
| 10 | Anselmo         | Atlético Goianiense | 12  |
| 10 | Liédson         | Corinthians         | 12  |
| 10 | Walter Montillo | Cruzeiro            | 12  |
| 10 | Thiago Neves    | Flamengo            | 12  |